# God Dethroned

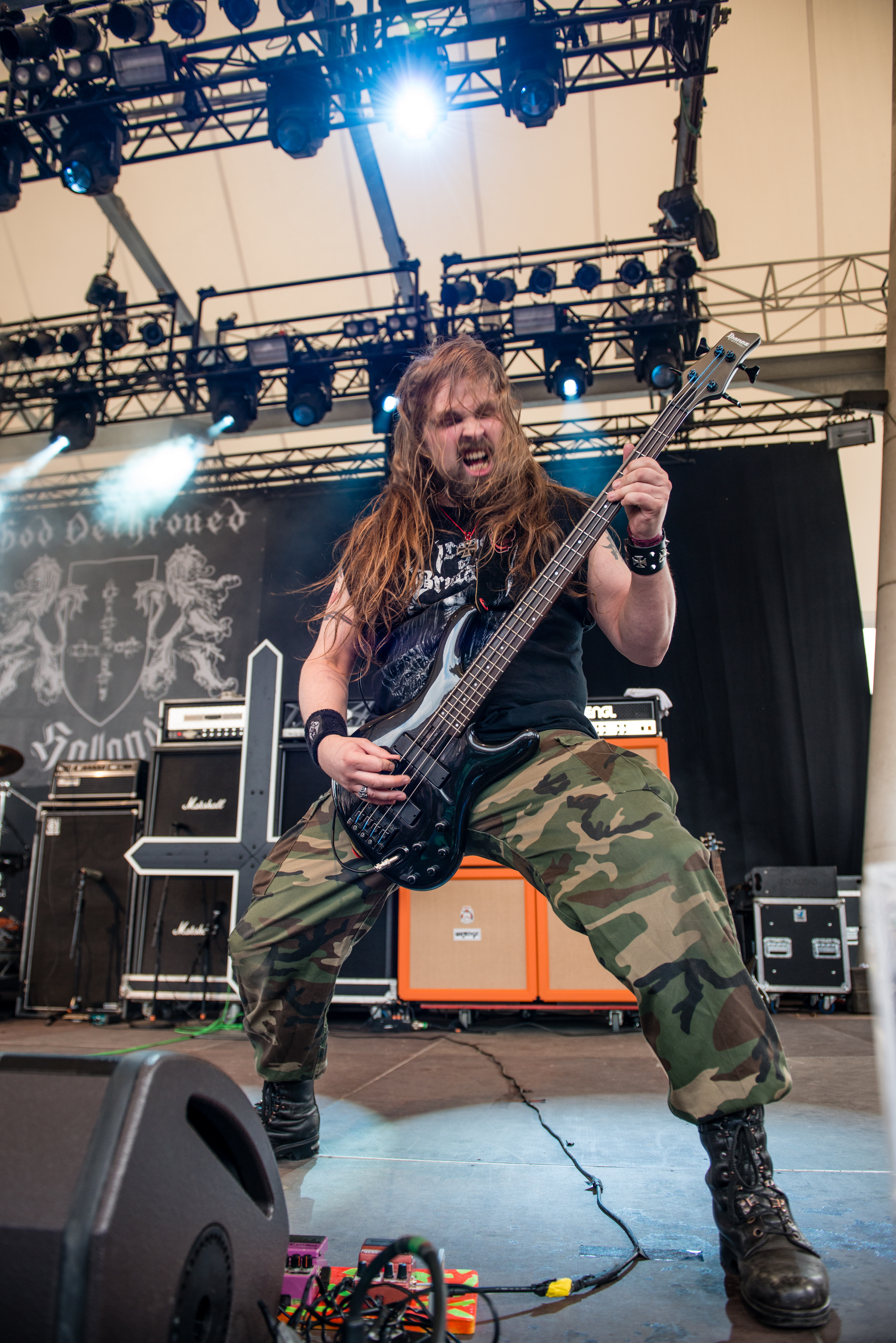
God Dethroned v roce 2015

God Dethroned (česky Bůh detronizován nebo Bůh svržen) je nizozemská metalová kapela založená roku 1991 zpěvákem Henri Sattlerem a spol. Ve stejném roce vydala demo Christhunt. Debutové studiové album The Christhunt vyšlo v roce 1992.
Kapela se několikrát rozpadla, ale vždy se znovu zformovala. Její styl se dá označit jako tzv. blackened death metal. K roku 2024 měli God Dethroned na kontě 12 řadových desek.

## Diskografie
Dema
- Christhunt (1991)

Studiová alba
- The Christhunt (1992)
- The Grand Grimoire (1997)[2]
- Bloody Blasphemy (1999)
- Ravenous (2001)
- Into the Lungs of Hell (2003)
- The Lair of the White Worm (2004)
- The Toxic Touch (2006)
- Passiondale (Passchendaele) (2009)
- Under the Sign of the Iron Cross (2010)
- The World Ablaze (2017)
- Illuminati (2020)
- The Judas Paradox (2024)

Kompilační alba
- The Ancient Ones (2000)